# Gornji Milanovac
Gornji Milanovac (tiếng Serbia:) là một thị xã và khu tự quản của Serbia. Thị xã Gornji Milanovac có diện tích 16,84 km², dân số là 23.019 người (theo điều tra dân số Serbia năm 2022) còn dân số cả khu tự quản là 38.985 người.